# فرودگاه گاردنر (فلوریدا)
فرودگاه گاردنر (فلوریدا) (به انگلیسی: Gardner Airport (Florida)) یک فرودگاه خصوصی پایگاه هوایی است که یک باند فرود چمن دارد و طول باند آن ۱۲۱۹ متر است. این فرودگاه در کشور ایالات متحده آمریکا قرار دارد و در ارتفاع ۲۳ متری از سطح دریا واقع شده‌است.